# Noorse nationale romantiek

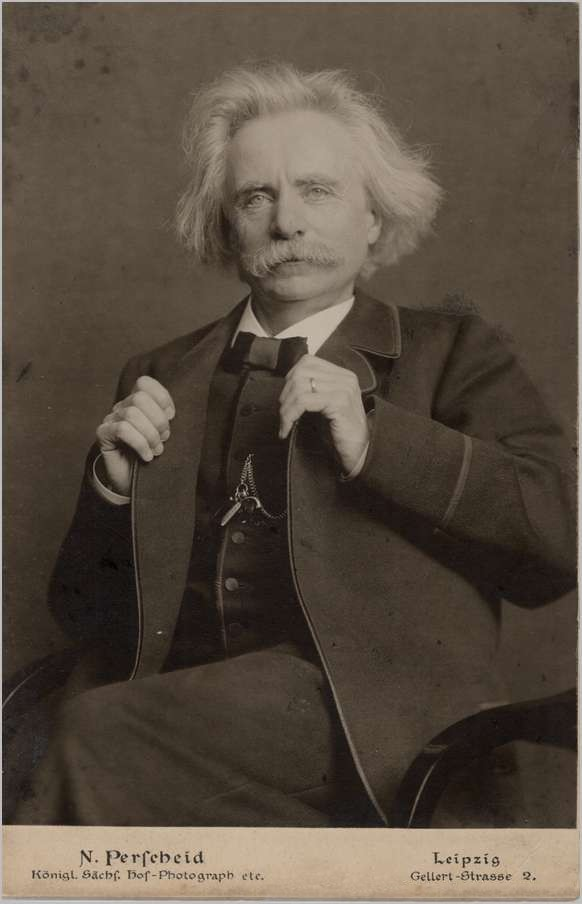
Componist Edvard Grieg is wellicht de bekendste exponent van de Noorse nationale romantiek

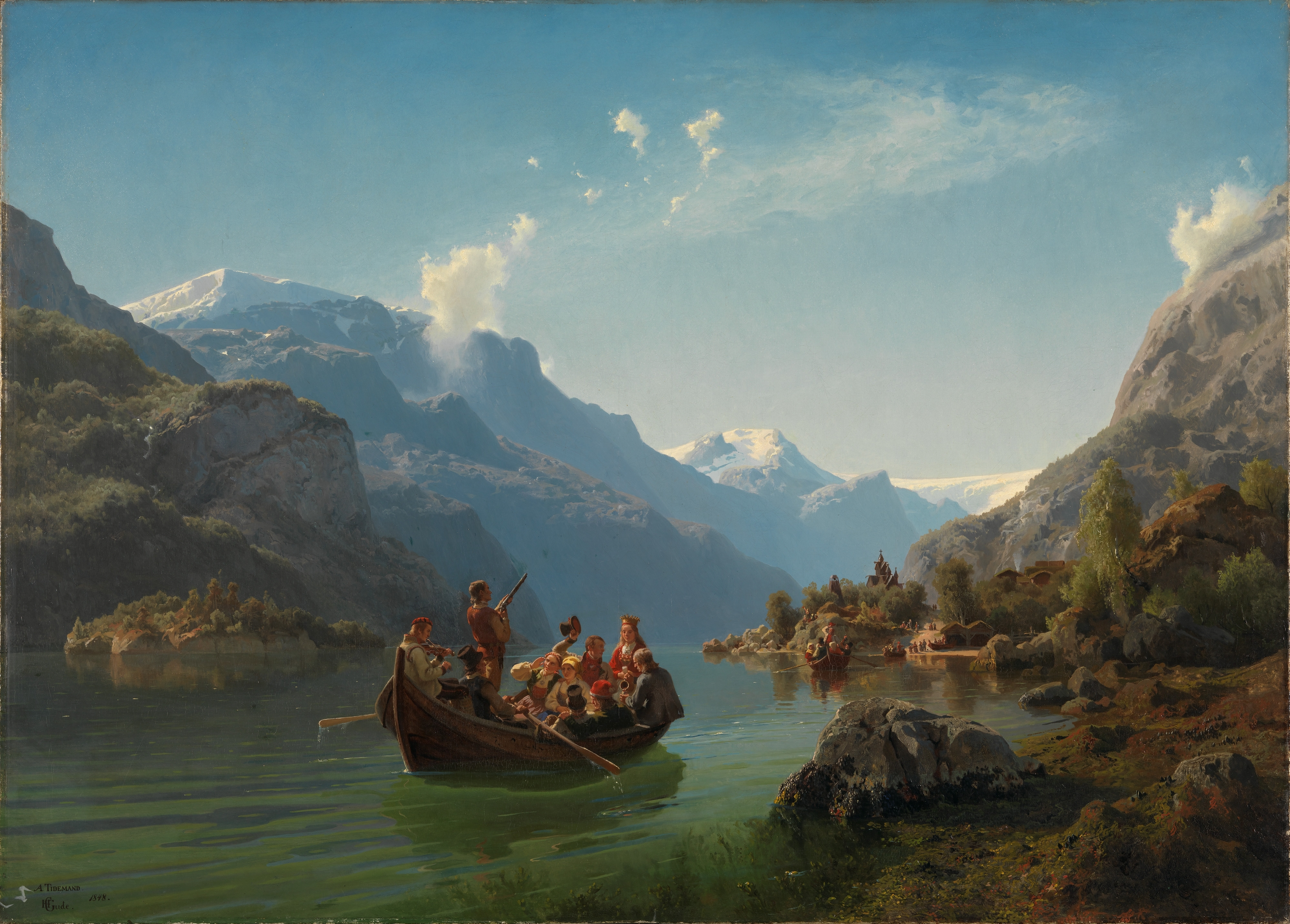
Brudeferden i Hardanger (Bruiloft in Hardanger), schilderij van Hans Gude en Adolph Tidemand.

De Noorse nationale romantiek is een intellectuele stroming die in Noorwegen in de 19de eeuw erg belangrijk was.
Ze verbond nationalisme en romantiek.

## Ideeëngeschiedenis voor 1814
De Noorse nationale romantiek werd mogelijk gemaakt door verschillende preromantische argumenten en intellectuele stromingen.
Deze argumenten en intellectuele stromingen komen weliswaar alle uit de 18de eeuw maar kunnen in de kern wel tegenstrijdig zijn.

### Rationalisme, Montesquieu
De Noorse schrijver Ludvig Holberg (1684 - 1754) maakte Denemarken en Noorwegen bekend met de gedachten van het rationalisme. Hij gebruikte ideeën van Charles Montesquieu (1689 - 1755) toen hij de verschillen tussen de Denen en de Noren als het gevolg van aardrijkskundige, klimatologische en historische omstandigheden beschreef.
Hij gebruikte ook de opvatting van Montesquieu dat de natie één organisch geheel is.
Hier tekent zich al de latere beklemtoning af van de individualiteit van de volkeren.

### Rousseau
Jean-Jacques Rousseau (1712 - 1778) was vanwege zijn kritiek op de beschaving belangrijk voor de vroege romantiek (de romantiek van de Verlichting).
De individuele gevoelens en de natuur krijgen hier meer aandacht, eveneens de oorspronkelijkheid en de natuurlijke toestand - van het individu en van groepen.
Dit is een voorwaarde voor de latere waardering van de Noorse boeren door de (stedelijke) romantici.

### Quesnay
François Quesnay (1694 - 1774) en de fysiocraten hadden de leer ontwikkeld dat de landbouw de grondpilaar van de economie is en dat de landbouw dus een bijzondere aandacht nodig heeft.

### Natuurbeschrijvingen
Een andere steun voor het nationale zelfbewustzijn van de beschaafde Noren was de opkomst van "wild-romantische" natuurbeschrijvingen zoals die van de Zwitserse schrijver Albrecht von Haller (1708 - 1777), die de "verhevenheid van de bergen" prees. Voor die tijd zou men een landschap als de Schotse Hooglanden eerder als ongeordend en levensvijandelijk hebben beschouwd.

### Liefde voor de middeleeuwen
Impulsen voor de Deens-Noorse vroege romantiek kwamen er ook uit Duitsland, bijvoorbeeld via Friedrich Gottlieb Klopstock, die van 1757 tot 1770 in Kopenhagen woonde en daar door Oudnoordse poëzie.
Ook Britse schrijvers zoals James Macpherson (Ossian) en Thomas Percy (Relics of Ancient English Poetry) plaatsten de middeleeuwen in het middelpunt van de belangstelling.
In de tweede helft van de 18de eeuw herleeft ook in Scandinavië de belangstelling voor de Oudnoordse literatuur.
Zie ook: Saga (literatuur), Edda, Skald (Noordse hofdichter)

## Politieke en economische toestand voor 1814
Voor 1814 bevond Noorwegen zich in en personele unie met Denemarken. Zie ook Geschiedenis van Noorwegen.
In de tijd vlak daarvoor leed de verhouding tussen Noorwegen en de regering in Kopenhagen eronder dat men in Noorwegen meende dat Noorwegen zou opkomen voor het geldgebrek van de andere rijksdelen (Denemarken, IJsland).
Economisch ging het goed met Noorwegen.
Een relatieve welvaart is algemeen een goede steun voor het nationale bewustzijn.
Leden van de Noorse bovenlaag hadden bovendien de mogelijkheid in Groot-Brittannië de politieke toestand te onderzoeken en met de Deens-Noorse toestand de vergelijken.
Daarbij sneed de Deense autocratie eerder slecht af. Zie ook Geschiedenis van Denemarken.
Die politieke gebeurtenissen op het vasteland hadden ook in Scandinavië gevolgen:
de Franse Revolutie voerde voor ogen dat een volk het ook zonder koning kan redden en de nationale bewegingen tegen Napoleon Bonaparte kon men ook patriottisch en vrijheidslievend interpreteren.

## De culturele situatie rond 1814
In 1814 werd Noorwegen losgemaakt van het Deense rijk en kwam in een personele unie met Zweden terecht. Zie ook Geschiedenis van Zweden.
Nu was er weliswaar een Noorse staat maar geen Noors volk en geen Noorse taal.
De Noorse dialecten speelden nog geen rol.
Het traditionele cultuurcentrum van Noorwegen was Kopenhagen maar dat lag na 1814 in het buitenland.
In Noorwegen zelf waren er nauwelijks toonaangevende of traditierijke culturele instituties zoals een vorstenhof, een kanselarij, een nationaal theater of een academie.
De Universiteit van Oslo, een oude eis van de Noorse patriotten, was pas in 1811 opgericht en had nog niet het gezag inzake taal zoals de Zweedse Academie of de Académie française.
Zoals in andere gedekolonialiseerde landen waren er twee culturen in Noorwegen:
in de bovenlaag de Deens-beïnvloedde cultuur, in de onderlaag de min of meer oorspronkelijke inheemse cultuur.
De moeilijke economische situatie en de vrees voor een te grote Zweedse invloed op Noorwegen leidde tot een heel sterk patriottisme.
In het begin van de 19de eeuw kwam de romantiek uit Duitsland en Denemarken naar Noorwegen maar op het gebied van de letteren was het rustig omdat de bovenlaag van de Noorse bevolking met bedrijfszaken bezig was.

## De jaren 30: Wergeland en Welhaven
De jaren 30 van de 19de eeuw werden beheerst door de discussie tussen de twee jonge schrijvers Henrik Wergeland (1808 - 1845) en Johan Sebastian Welhaven (1807 - 1873).
Hierbij ging het niet alleen om persoonlijke tegenstellingen maar ook om cultuur en politiek:
zou Noorwegen zich niet alleen staatkundig maar ook cultureel losmaken van Denemarken (Wergeland)
of zou Noorwegen zich ook voortaan laten leiden door Deense tradities (Welhaven)?
Zou de Noorse staat zoals in de Deense tijd bestuurd worden door de ambtenarij (Welhaven)
of zouden de Noorse vrije boeren (een groot gedeelte van de bevolking) meer politieke invloed krijgen (Wergeland)?
In deze discussie gebruikten beide groepen de literatuur als wapen.
Hierbij ging het om de grondvesten en om de toekomst van Noorwegen.

### Nation Building
Wergeland maakte zich sterk voor het vieren van de Dag van de Grondwet (17 mei), die later de Noorse nationale feestdag werd.
Het is niet duidelijk in hoe verre Wergeland romanticus was.
maar hij was wel nationalist.
Daarom was hij de aangewezen man voor de rol van de "nationale skald", terwijl de Deens-vriendelijke en weinig nationalistische Welhaven daar veel minder voor in aanmerking kwam.
Volgens de romantici was de nationale skald de dichter, die door middel van zijn genie met zijn hart het volk verstond en een spreekbuis voor de volksgeest kon zijn.
De nationale skald was dan ook een soort nationaal symbool.
De Noorse wetenschapper Sigurd Aa. Aarnes maakt erop attent dat het in jonge staten vaak tot "nation building" komt.
"Nation building" (oftewel "het opbouwen van een natie") betekent dat een elite onder de bevolking het gevoel van nationale saamhorigheid verbreidt.
Daarbij kunnen vlaggen, nationale feestdagen, nationale helden enz. worden gebruikt.
Aarnes noemt de "Wergeland-verering" een natie-bouwende factor.
De natie-bouwende groep kan tegenover het buitenland de nationale dichter als bewijs gebruiken voor het feit dat zich hier, in de dichter, de ziel van een eigen natie spreekt, en dat deze natie cultureel en politiek op eigen benen kan staan.

## De Nationale Doorbraak en de nationale romantiek
In de jaren 30 en 40 van de 19de eeuw was het rustig in de Noorse politiek.
De studie van de cultuur van het platteland kon worden uitgebreid.
Ongeveer in die tijd veranderde het nationale bewustzijn:
de generatie die 1814 (bij het onafhankelijk worden van Denemarken) volwassen was, bijvoorbeeld Wergeland, - die generatie droeg een politiek patriottisme dat vooral onder de invloed was van de Verlichting en de Franse Revolutie.
De generatie die de jaren 40 en 50 kenmerkten droegen een cultureel patriottisme dat vooral onder de invloed was van Herder en de gebroeders Grimm.
De generatie van de jaren 40 en 50 waren de nationale romantici.
Ze beschouwden de natie niet als een doelgerichte en nuttige gemeenschap van vrije individuen, maar (een beetje mystisch) als een organisme met een gemeenschappelijke ziel.
Deze ziel was de volksziel of volksgeest, en die zou in alle "echte" cultuuruitingen van een volk zijn sporen achterlaten.
De Nationale Doorbraak (Noors: det nasjonale gjennombrudd) was de ontdekking van de nationale plattelandscultuur van Noorwegen.
Het was ook de overgang van de ene naar de andere van de twee bovengenoemde generaties, en de verandering in de aard van het patriottisme als gevolg van die overgang.
De Nationale Doorbraak uitte zich niet alleen in de letteren maar ook in geschiedschrijving, filologie, folkloristiek en beeldende kunsten.
Zie ook Det nasjonale gjennombrudd in de Noorse (bokmål) Wikipedia.

## De geschiedschrijving
1825 werd in Kopenhagen volgens Duits voorbeeld het Nordisk Oldskriftsselskab ("Noordse maatschappij voor oude texten") opgericht.
Deze vereniging gaf kort daarna enkele saga-texten uit.
In Noorwegen beschouwde men dit als een Deense poging "Oudnoors" cultureel erfgoed in bezit te nemen en richtte een concurrerende organisatie op, die de Samlinger til det norske Folks Sprog og Historie ("Verzamelingen over taal en geschiedenis van het Noorse volk") uitgaf.
De Noorse nationalisten beweerden dat de Oudnoordse (dit wil zeggen Oudscandinavische) literatuur geen gemeenschappelijk Scandinavisch eigendom is maar uitsluitend Oudnoors is.
De Oudijslandse literatuur zou (volgens hen) tot de Oudnoorse cultuur behoren.
Ouddeens en Oudzweeds zouden weliswaar verwant zijn aan het Oudnoords maar daarvan duidelijk te onderscheiden.
Later ontstond de Noorse Historische School rond Rudolf Keyser (1803 - 1864) en Peter Andreas Munch (1810 - 1863).
Deze groep zorgde ongeveer 30 jaar lang voor nationalistisch getinte discussies.
Uit deze groep stamde de theorie dat de Noord-Germanen vanuit het Noorden naar Scandinavië waren gekomen en niet via Denemarken.
Dit betekende volgens de Noorse Historische School dat het oude cultuurcentrum niet in Denemarken maar in Noorwegen zou hebben gelegen.
Bovendien zouden de Denen zijn voortgekomen uit en vermenging van Noord- en Zuid-Germanen.
Sinds 1851 werkte Munch aan het boek Det Norske Folks Historie ("De geschiedenis van het Noorse volk").
Dit boek had 6600 pagina's en alleen de omvang kon ook de oppervlakkige lezer duidelijk maken dat Noorwegen al voor de Deens-Noorse personele unie een aanzienlijke geschiedenis had.
De Noorse Historische School was romantisch en nationalistisch en steunde het zelfbewustzijn van de Noorse natie in de nieuwe staat.
Aan de tijd van de Deens-Noorse personele unie heeft hij maar weinig aandacht besteed.
De Deense tijd werd pas in de jaren 60 van de 19de eeuw onderzocht, door post-romantische historici zoals J.E. Sars.
De Noorse Historische School wilde de Noren in hun nieuwe staat hun groots verleden laten zien.
Hij wilde de oude geschiedenis en de nieuwe staat samenbrengen.

## Volkssprookjes

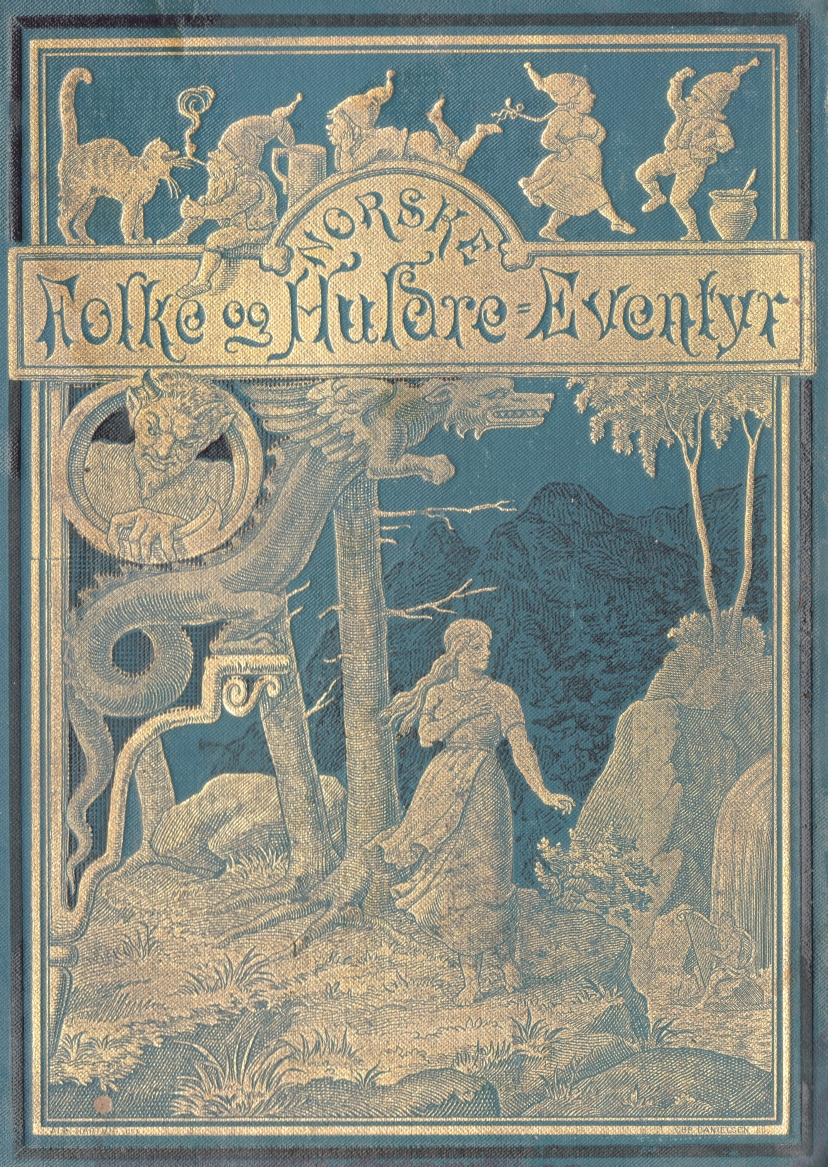
Norske folke- og huldreeventyr, een invloedrijke collectie Noorse sprookjes verzameld door Jørgen Moe en Peter C. Asbjørnson

De nationale romantici legden de klem op het verband tussen de plattelandscultuur en de tijd voor de personele unie met Denemarken.
Volgens de romantici had de plattelandsbevolking gebruiken, taal, liederen, verhalen en manier van denken uit de tijd van de Noorse koningen min of meer onveranderd bewaard.
De bevolking van het platteland was dus "echter" en Noorser dan de bevolking in de steden.
De Noorse boeren waren ook nooit lijfeigene geweest.
De Noorse liberalen konden de boeren dus goed gebruiken als zinnebeeld van de Noorse vrijheidsliefde.
In 1833 publiceerde Andreas Faye (1802-1869) zijn boek Norske Sagn ("Noorse sprookjes").
Hij was weliswaar geïnspireerd door Jakob Grimm maar hij schreef in de geest van Verlichting en rationalisme: hij beschouwde sprookjes als producten van bijgeloof en onwetendheid.
De Norske Folke-eventyr ("Noorse volkssprookjes") van 1841 van Jørgen Moe en Peter Christen Asbjørnsen waren daarentegen niet meer door de Verlichting maar door de romantiek beïnvloed.
De stijl die door de twee sprookjes-verzamelaars was ontwikkeld was minder onder invloed van de geschreven taal en meer onder de invloed van de gesproken taal. De mondelinge stijl van de sprookjesverzameling was een voorwaarde voor de wat vrijere stijl van latere Noorse schrijvers.
In 1852 en 1853 verschenen Magnus B. Landstads Norske Folkeviser ("Noorse volksliederen") maar in een spelling die dicht bij het Oudnoords was.
De ene reden was dat de Noorse dialecten, waarin de liederen waren opgetekend, geen genormeerde spelling hadden.
De andere reden was dat een etymologische spelling het verband tussen de Noorse dialecten en het Oudnoords duidelijker maakte.

## Taal

### Deens en Noors
Zoals er twee culturen in Noorwegen waren, zo waren er ook twee talen:
in de bovenlaag van de bevolking het Deens, in de rest van de bevolking de Noorse dialecten.
De dialecten werden weliswaar door de overgrote meerderheid van de bevolking gesproken maar ze hadden geen schriftelijke traditie.
De nationalistische Noorse schrijvers versierden hun literair Deens weliswaar met enkele Noorse dialectwoorden maar de afstand tussen de twee talen was groot.

### Wat is Noors?
In de jaren na de onafhankelijkheid van Denemarken (1814) ontstond er een discussie over de betekenis van het woord norsk ("Noors").
De beschaafde Noren gebruikten literair Deens als cultuurtaal.
Sommigen van hen stelden dat dit Deens ook door Noorse schrijvers zoals Ludvig Holberg was gevormd en dus gemeenschappelijk bezit van Denen én Noren was.
Zou men deze gemeenschappelijke schrijftaal dus "Noors" noemen?
Of zou men alleen de Noorse dialecten "Noors" noemen?
In de jaren 30 van de 19de eeuw zette zich ondanks Deens protest de eerste opvatting door.

### Afgrenzing tegenover het Zweeds
De eerste taalstrijd 1816 gold de saga-vertaling van Jacob Aall (1773 - 1844).
Hij had in zijn vertaling een paar begrippen gebruikt die uit de Noorse dialecten stamden en ook in het Zweeds voorkwamen.
Critici hekelden dit als het begin van een toenadering van het Noors aan het Zweeds.
Men bedenke dat Noorwegen pas in 1814 van Denemarken onafhankelijk was geworden en zich in een personele unie met Zweden bevond.
Er bestond dus het gevaar dat Noorwegen onder sterke Zweeds invloed kwam.

### Nynorsk
Noorwegen was in het midden van de 19de eeuw in de merkwaardige situatie dat het een eigen staat was maar geen eigen taal had.
Aanvankelijk hadden de Noren het Deens tot gemeenschappelijk bezit verklaard en die taal gewoon "Noors" genoemd.
Op den duur was dit echter weinig bevredigend.
Dit leidde tot verschillende voorstellen hoe men dit probleem moest oplossen.

#### Noorwegisering van de geschreven taal
Sommige Noorse schrijvers probeerden Noorse dialectwoorden in hun literaire Deens in te lassen.
De dialecten die ze hiervoor gebruikten hadden echter geen hoog aanzien.
In de taalwetenschap was het verband tussen het Oudnoords en de moderne Noorse dialecten al bekend maar daaruit werden nauwelijks consequenties getrokken.
In de jaren 30 ijverden Henrik Wergeland en zijn aanhangers voor norskhet ("Noorsheid"), ook in de taal.
Hij en zijn aanhangers eisten dat zich Noorwegen ook in de taal van Denemarken los moest maken.

#### Heropstanding van het Oudnoors
Peter Andreas Munch, lid van de Noorse Historische School, beschouwde een eigen taal als het belangrijkste kenmerk van een zelfstandige natie.
Hij stelde in 1832 en 1845 voor de Oudnoorse taal weer in gebruik te nemen.

#### Nynorsk, Ivar Aasen
In de jaren 40 van de 19de eeuw verzamelde Ivar Aasen (1813 - 1896) dialectmateriaal waaruit hij het Landsmål (het latere Nynorsk) schiep. Hij stelde voor het Deens te vervangen door het Landmål. Als romanticus en taalwetenschapper had hij duidelijke voorstellingen over talen:
- in een taal drukt zich de volksziel uit, dit wil zeggen bij een eigen natie hoort een eigen taal
- het Deens kan niet worden "genoorwegiseerd" omdat het voortkomt uit een ander volk en uit een andere volksziel
- "echt" en "juist" is alleen de oude en oorspronkelijke taal
- hoe groot de onderlinge verschillen ook mogen zijn, de Noorse dialecten zijn min of meer volmaakte uitingen van de Noorse volksziel.

Zoals de Noorse Historische school gaat ook Aasen terug naar de tijd voor de Deense overheersing.
De Deense tijd was volgens hem slechts een niet-organische en niet erbij horende tussenfase.
Als men erin zou slagen het "verval" van de Noorse dialecten - in het bijzonder in Oostnoorwegen en in de steden - om te keren dan zou die Deense tussenfase ook geen gevolgen hebben voor de Noorse taal.
Zie ook Geschiedenis van het Noors.

## De vrije boeren
De ideeën van Aasen vonden veel steun bij het publiek, dit wil zeggen bij de bovenlaag van de bevolking.
Ze pasten goed in die tijd want het was een tijd van herbezinning op het grootse verleden en een tijd van nationalisme.
In die tijd beschouwde men de vrije Noorse boer als diegene die de oude Noorse cultuur en taal had bewaard.
Het programma van Aasen had echter niet alleen nationaal-romantische elementen maar ook sociale.
De boeren eisten in de eerste helft van de 19de eeuw samen met de liberale oppositie meer invloed op de politiek.
Toen begreep de heersende klasse (de ambtenaren) dat de boeren een bedreiging waren voor het politieke en culturele leiderschap van hun stand.
De revoluties op het vasteland bevestigden deze gedachten, bijvoorbeeld de Julirevolutie van 1830 en de revoluties van 1848. Bovendien werd in de loop van de tijd meer bekend over de levenswijze van de plattelandsbevolking, vooral door onderzoek van de socioloog Eilert Sund in de jaren 60 van de 19de eeuw. Er groeiden twijfels of de mensen op het platteland altijd juist en natuurlijk leefden.
Dit leidde ertoe dat de beschaafde kringen geleidelijk weer afstand namen van het positieve beeld dat zij zich van de boeren hadden gemaakt.

## Het einde van de nationale romantiek
De nationale romantiek had zijn beste tijd ongeveer van 1845 tot 1850.
In de literatuur van de jaren 50 van de 19de eeuw groeiden scepsis en twijfel en dat waren geen romantische houdingen. De dichter en filosoof Søren Kierkegaard kreeg meer invloed, in mindere mate satirici zoals Heinrich Heine.
Op het gebied van de beeldende kunst bleef de nationale romantiek langer doorwerken:
de historiserende bouwstijlen, in het bijzonder de neogotiek, zijn niet mogelijk zonder de romantiek. Typisch voor Noorwegen is de dragestil in de jaren 90 van de 19de eeuw. Dit was de enige neo-stijl die op oude Noorse elementen berustte. Toen de personele unie met Zweden in 1905 werd opgelost raakte de drakenstijl op de achtergrond. Hij was niet alleen een mode in de bouwkunst maar ook een manier waarin de Noren voor 1905 hun verzet tegen de personele unie met Zweden konden uiten.
De Noorse nationale romantische muziek beleefde zijn hoogtepunt pas in de tweede helft van de 19e eeuw. Voor die tijd was de Duitse invloed dominant, omdat de meeste componisten in dat land, vooral in Leipzig, hun opleiding hadden genoten. Pas met de jonggestorven Rikard Nordraak en vooral met de door hem beïnvloede Edvard Grieg kwam een eigen Noorse muziekstijl tot bloei, waarin elementen van de volksmuziek werden verwerkt zonder dat die klakkeloos werden overgenomen.

## Gevolgen op langere termijn
Na 1870 oefende de nationale romantiek zijn invloed niet meer onder de academici uit maar onder leken.
De belangrijkste opvolger van de nationale romantiek werd de Landsmålbeweging.
Daarmee verwant is het idee van de Volkshogeschool (Folkehøgskolene), ontstaan uit de christelijke romantiek van N.F.S. Grundtvig.
Algemene gevolgen, ook buiten Noorwegen zijn:
- het hogere aanzien van de volkstalen tegenover internationale talen zoals Deens, Latijn, Frans enz.
- het zelfbewustzijn van de sprekers van de volkstalen
- de bescherming van de dialecten
- de wetenschappelijke discipline folkloristiek (het bestuderen van de folklore)
- het bestuderen van het oude recht
- de belangstelling voor niet-antieke, nationale archeologie
- het bewaren en herstellen van cultureel erfgoed
- neo-stijlen in de bouwkunst tot aan de Tweede Wereldoorlog
- waarschijnlijk het meest belangrijke: de vergroting van het nationale zelfbewustzijn